# Chloroclystis filata
Chloroclystis filata är en fjärilsart som beskrevs av Achille Guenée 1858. Chloroclystis filata ingår i släktet Chloroclystis och familjen mätare. Inga underarter finns listade i Catalogue of Life.

## Bildgalleri

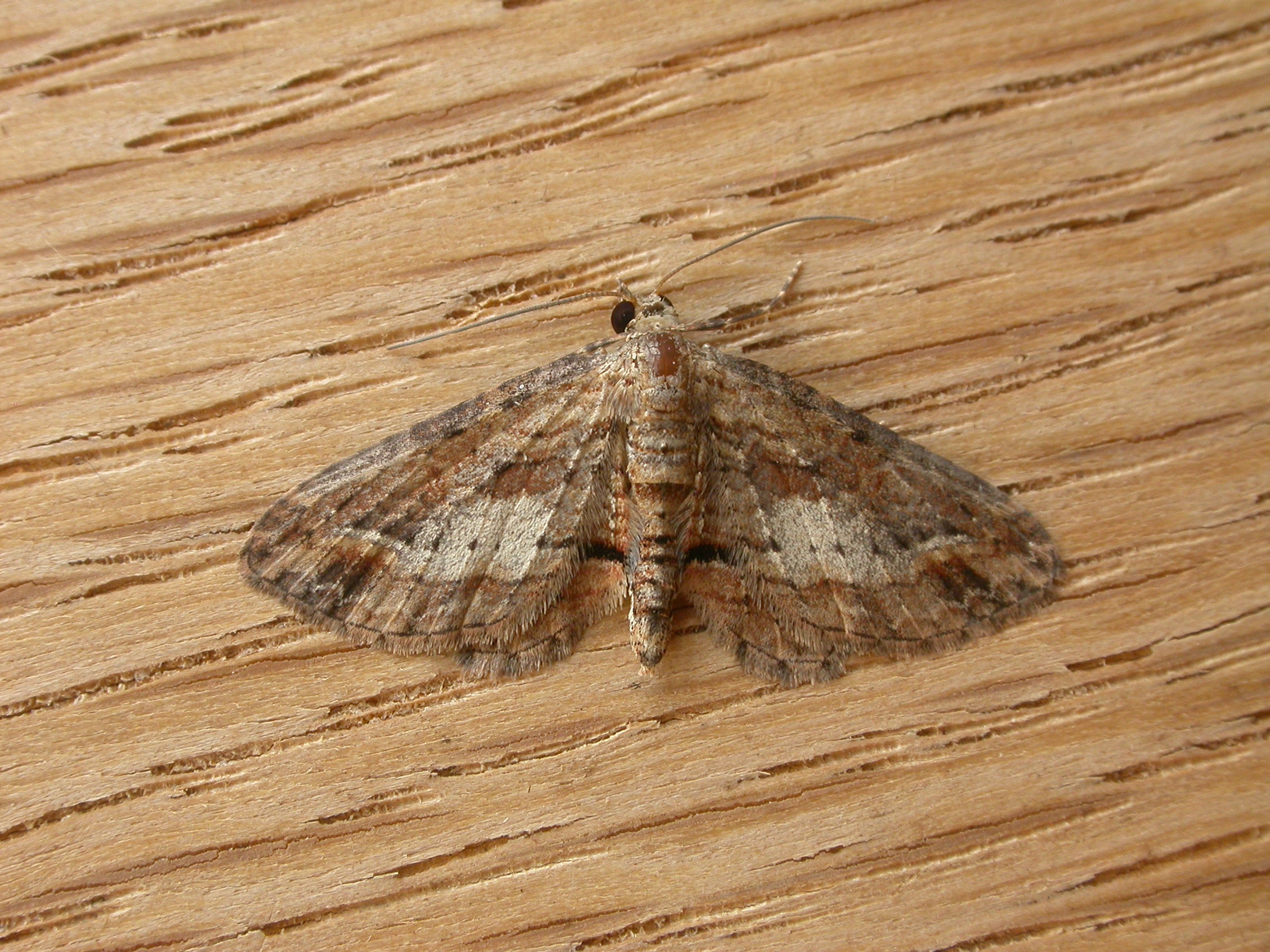
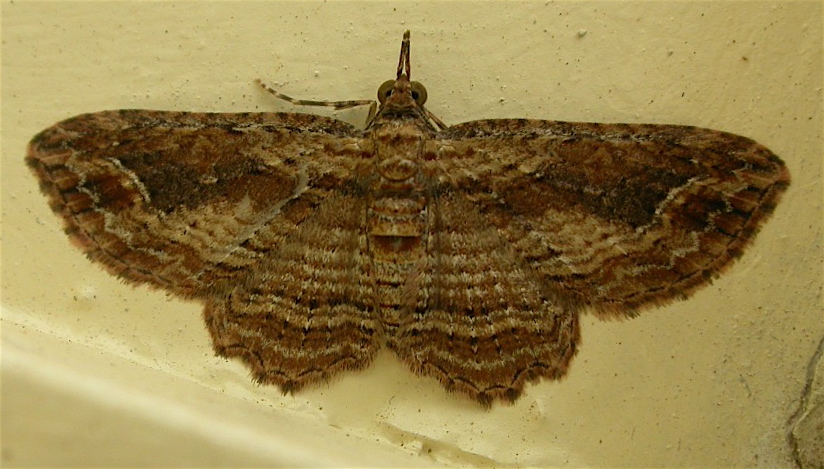